# 灰原雞
灰原雞（Gallus sonneratii）是一種分布于印度的原鸡属物种，是原鸡、黑尾原鸡等的近親。

## 特徵

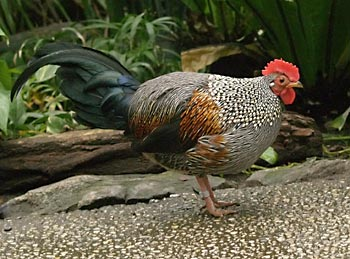
雄性灰原雞。

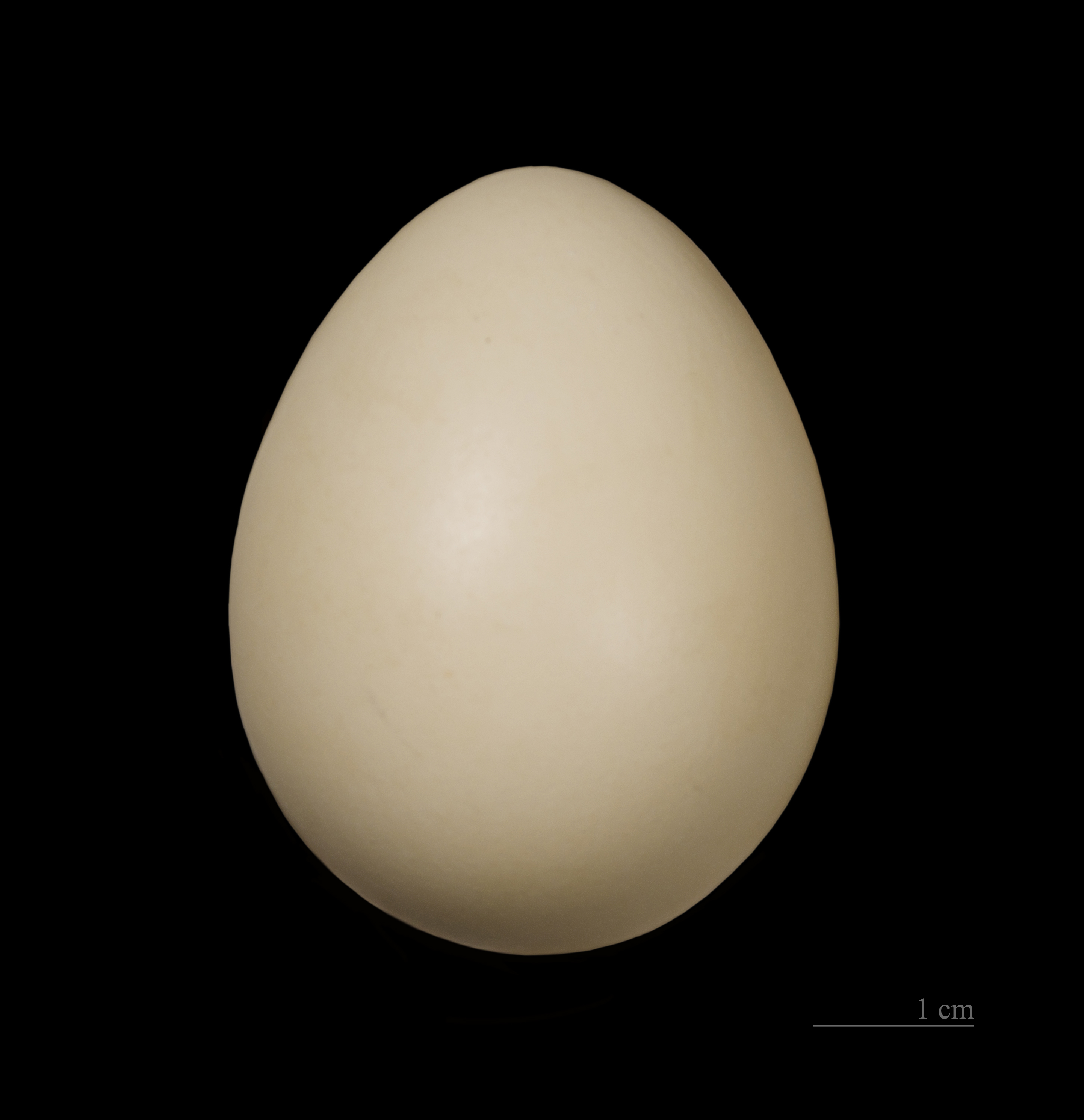
Gallus sonneratii

雄性灰原雞的冠黑色，有赭色斑點，身體呈灰色。頸上羽毛較長，呈深色，末端呈黃色及片狀，可以造成高質的假蠅。牠們的腳紅色，肉垂並不像原雞般大。雄雞的腳有距，雌雞一般都沒有。中央尾羽較長及呈鐮刀狀。雄雞在夏天或繁殖季節後會脫下鮮艷的頸羽。雌雞較沉色，下身有黑白斑紋，腳黃色。牠們棲息在底層的叢林。牠們會於晨暮間啼叫。牠們以小群居住，於2月至5月繁殖。牠們每次生4-7隻蛋，蛋呈淡奶白色，約21天就能孵化。雖然很多時在地上生活，牠們也可以飛上樹上棲息或逃避掠食者。
雄雞的啼聲ⓘ其他叫聲ⓘ叫聲ⓘ
灰原雞主要吃竹的種子、漿果、昆蟲及白蟻。
灰原雞的種小名是為紀念法國探險家皮埃爾·索納拉特（Pierre Sonnerat）。

## 分佈及演化
灰原雞主要分佈在印度半島，伸延至古吉拉特邦、中央邦及拉賈斯坦邦南部。牠們與原雞稍為重疊了北方的分佈地。牠們可能與原雞混種了家養的雞。灰原雞可能因行為差異與基因不相容等原因而被孤立起來。一些研究發現牠們與黑尾原雞較原雞更為接近，但另有一些研究卻因混種的緣故發不明朗的分類。在家養雞中的一種內在反轉錄病毒的基因序列，也在灰原雞的基因組中出現，顯示這種病毒的DNA很早就與原雞屬的基因組混合。

## 保育狀況
灰原雞每平方公里就有19.8群，一群平均約有1.3隻。雄雞與雌雞的比例為1:1.2，最喜歡棲息在低至中度冠層的森林。
灰原雞受到捕獵及失去棲息地的威脅。用牠們的羽毛來製作假蠅也令牠們的數量減少。
其被列為《瀕危野生動植物種國際貿易公約》附錄二的物種，被限制出口及貿易。

## 外部連結
- BirdLife Species Factsheet （页面存档备份，存于）
- Gamebirds and waterfowl
- Grey Junglefowl in poultry practice （页面存档备份，存于）